# Lobola

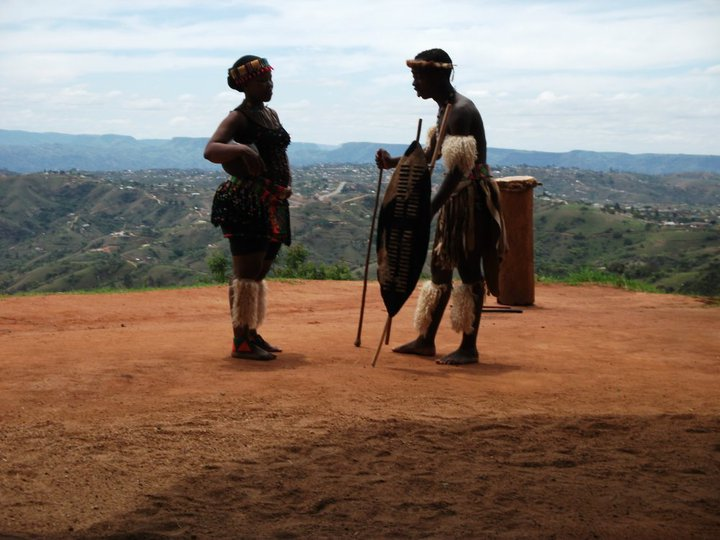
Reconstitution d'une demande en mariage traditionnelle zouloue dans la Vallée des Mille Collines, KwaZulu-Natal, Afrique du Sud (2010)

La Lobola ou Lobolo en langue zouloue, en swati, en xhosa, en silozi et en ndebele est une dot en bétail ou en nature qu'un futur époux doit payer à la famille de sa fiancée.

## Processus
Encore reconnu en Afrique du Sud et dans de nombreux pays, le processus de négociation de la lobola peut être long et complexe. Il implique de nombreux membres des deux familles, souvent les oncles ou les pères. Le futur marié ne participe pas personnellement aux négociations,.
Dans les cultures Xhosa et Zouloue la dot est, à l'origine, constituée de têtes de bétail. De nos jours les sommes exigées par certaines familles sont considérées comme déraisonnablement excessives. Le montant dû est fonction de nombreux paramètres, comme le niveau de scolarité de la future mariée, les moyens financiers des futurs conjoints et si les futurs époux ont déjà des enfants (conçus ensemble ou non). Le paiement a lieu en deux fois, le premier versement, appelé le rutsambo, permet au mari d'avoir officiellement des relations sexuelles avec son épouse, le second, le roora, donne des droits à l'époux sur les enfants qu'il a conçu avec sa femme.
Des personnalités ont eu recours à cette coutume, comme Nelson Mandela, qui a dû payer une lobola de soixante vaches à la famille de sa femme, Graça Machel.

## Romans
- Nape'a Motana, Fanie Fourie's Lobola, University of KwaZulu-Natal Press, 2007.

## Articles annexes
- Dot
- Prix de la fiancée